# Benet, Vendée
Benet là một xã trong vùng hành chính Pays de la Loire, thuộc tỉnh Vendée, quận Fontenay-le-Comte, tổng Maillezais. Tọa độ địa lý của xã là 46° 22' vĩ độ bắc, 00° 35' kinh độ đông. Benet nằm trên độ cao trung bình là 44 mét trên mực nước biển, có điểm thấp nhất là 1 mét và điểm cao nhất là 84 mét. Xã có diện tích 50,01 km², dân số vào thời điểm 1999 là 3202 người; mật độ dân số là 64 người/km².

## Thông tin nhân khẩu
| 1962 | 1968 | 1975 | 1982 | 1990 | 1999 | 2005 |
| ---- | ---- | ---- | ---- | ---- | ---- | ---- |
| 2294 | 2583 | 2761 | 3062 | 3224 | 3202 | 3300 |